# Cyanide and Happiness
Cyanide and Happiness (укр. Ціанід та щастя) — вебкомікс Дейва Макельфатріка, Кріса Вілсона, Мета Мелвіна та Роба ДенБлейкера. Вперше з'явився на сайті Explosm.net 9 грудня 2004 року. Виходить щоденно з 26 лютого 2005. «Ціанід та щастя» часто характеризують як найцинічніший комікс в інтернеті. І хоча це далеко не єдиний вебкомікс, що експлуатує провокаційний стиль, автори намагаються тримати марку.
Четверо авторів коміксу ніколи не зустрічалися у реальному житті, проте це не заважає їм називати себе командою Explosm.
У зв'язку зі своїм провокаційним стилем, реакція читачів на комікс різниться від бурхливого захоплення до крайнього незадоволення. Так чи інакше, комікс дуже популярний і перекладається фанатами на різні мови світу, а також стає основою для численних наслідувань.
Автори також періодично випускають короткометражні (1-3 хвилини) мультфільми у аналогічному стилі.
Стиль коміксу можна охарактеризувати як цинічний, часто образливий. Найпоширенішими темами для жартів стають інвалідність, зґвалтування, рак, вбивство, самогубство, некрофілія, педофілія, сексуальні збочення, венеричні захворювання, самокаліцтво, нігілізм і насильство.